# Rhaphium brevilamellatum
Rhaphium brevilamellatum är en tvåvingeart som beskrevs av Van Duzee 1926. Rhaphium brevilamellatum ingår i släktet Rhaphium och familjen styltflugor.
Artens utbredningsområde är Virginia. Inga underarter finns listade i Catalogue of Life.